# No me ama
No me ama es un cortometraje argentino de ficción que se filmó en Argentina y Uruguay, el mismo está dirigido y escrito por Martín Piroyansky. El corto se estrenó el 6 de junio de 2010 en el Festival Biarritz Amérique Latine en Canadá.

## Sinopsis
Un joven comienza a reflexionar sobre la relación con su novia y se cuestiona si ella realmente lo ama.

## Ficha técnica
- Dirección y guion: Martín Piroyansky
- Producción: Lautaro Camino, Victoria Sananes, Andrés Aloi
- Asistente de Dirección: Flor Clerico
- Fotografía: Federico Lo Bianco
- Cámara: Javier Cortiellas
- Sonido: Andasonido
- Edición: Jonatan Barg
- Intérpretes: María Canale, Martín Piroyansky
- Premios: Festival Biarritz Amérique Latine, 2010, Francia - Vancouver Latin American Film Festival, 2010, Canadá - Mejor Corto: Festival Lakino de Berlín, 2010, Alemania - Aguilar del Campo, 2010, España - Festival de Cine de Quito, 2010 Mejor cortometraje